# دافيد تارجامادزي
دافيد تارجامادزي (22 أغسطس 1989 بتبليسي في جورجيا - ) هو لاعب كرة قدم جورجي في مركز الوسط. شارك مع منتخب جورجيا تحت 17 سنة لكرة القدم ومنتخب جورجيا تحت 19 سنة لكرة القدم ومنتخب جورجيا تحت 21 سنة لكرة القدم ومنتخب جورجيا لكرة القدم. أما مع النوادي، فقد لعب مع نادي أوليكساندريا ونادي شاختار دونيتسك ونادي فرايبورغ ونادي إيليتشيفيتس ماريوبول.

## وصلات خارجية
- دافيد تارجامادزي على موقع الاتحاد الأوربي (الإنجليزية)
- دافيد تارجامادزي على موقع اتحاد أوكرانيا (الإنجليزية)
- دافيد تارجامادزي على موقع قاعدة بيانات كرة القدم.إي يو (الإنجليزية)
- دافيد تارجامادزي على موقع ناشيونال فوتبول تيمز (الإنجليزية)
- دافيد تارجامادزي على موقع Soccerway.com (الإنجليزية)
- دافيد تارجامادزي على موقع AS.com (الإسبانية)